# Rhizophagus grouvellei
Rhizophagus grouvellei es una especie de coleóptero de la familia Monotomidae.

## Distribución geográfica
Habita en la Columbia Británica (Canadá) y California (Estados Unidos).